# Paflagonia (thema)
Il Thema di Paflagonia (in greco θέμα Παφλαγονίας?) è stata una provincia civile-militare (thema) dell'Impero bizantino comprendente la regione omonima lungo la costa settentrionale dell'Anatolia, nell'odierna Turchia.

## Storia
Il thema di Paflagonia e il suo strategos (governatore militare) sono menzionati per la prima volta nel novembre 826, e il thema sembra essere stato istituito intorno al 820. Il territorio del thema corrispondeva all'incirca alla provincia romana tardo-antica di Paflagonia, che era stata incorporata nei themata di Opsikion e Boukellarion. La sua capitale amministrativa ed ecclesiastica, come anche in età antica, era Gangra. Warren Treadgold – che ritiene che la Paflagonia appartenesse all'Armeniakon, e non al Boukellarion – ha suggerito che la sua reistituzione come provincia separata era correlata alla nuova minaccia costituita dall'attività navale dei Rus' nel Mar Nero. Secondo i geografi arabi Ibn Khordadbeh e Ibn al-Faqih, la provincia annoverava 5 000 truppe e cinque fortezze. Una notevole eccezione alla gerarchia tematica usuale è l'esistenza di un katepano, a cui era affidato il comando di uno squadrone navale, con sede ad Amastris.
In seguito alla Battaglia di Manzikert nel 1071, la maggior parte della regione fu perduta, conquistata dai Turchi Selgiuchidi; le campagne di Giovanni II Comneno negli anni 1130 riuscirono a recuperare la zona costiera, ma la parte interna dell'antica provincia rimase in mani turche. In seguito alla Quarta crociata, la Paflagonia finì sotto il controllo di Davide Comneno, ma nel 1214 l'Imperatore di Nicea Teodoro I Lascaris conquistò la parte occidentale fino ad Amastris. Questa porzione della provincia rimase in mano bizantina fino alla fine del XIV secolo, quando vennero conquistate o dai Turchi o dai Genovesi.